# Park Stawy Kellera w Warszawie
Park Stawy Kellera – park w Warszawie, w dzielnicy Bielany, na osiedlu Marymont-Kaskada, położony pomiędzy ulicami Gdańską a Kolektorską. Centralną częścią parku są Stawy Kellera.

## Historia
Początki założenia parkowego na tym terenie pochodzą z XVII wieku, gdy cały ten obszar był parkiem przy pałacu Marysieńki Sobieskiej na Marymoncie. U podnóża skarpy znajdowały się rozlewiska rzeki Rudawki oraz kilka niewielkich zbiorników wodnych. W późniejszym czasie założono tam zwierzyniec. W XIX wieku gen. Józef Rautenstrauch wybudował tu tzw. dwór nad stawem, w którym po jego śmierci mieściła się znana Gospoda Na Cztery Fajerki, przy której z czasem założono osadę Kaskada.
W 1908 parcelę przy ul. Gdańskiej 33 zakupił przemysłowiec Emil Keller i wybudował farbiarnię, która działała do końca 1937. Przedsiębiorstwo zbankrutowało i w drodze licytacji komorniczej nieruchomość nabył Stefan Norblin. Przebudował on część budynku fabrycznego na willę „Kaskada”, w której mieszkał razem z żoną, znaną aktorką Leną Żelichowską. Poza willą i dawną halą fabryczną, która miała zostać przebudowana na studio filmowe, na terenie posesji znajdowały się pozostałości założenia parkowego i dwa niewielkie stawy, teren ten nosił wówczas nazwę Kaskada Fabryczna. Norblin z żoną opuścił Polskę we wrześniu 1939.
Podczas okupacji niemieckiej powstała tam Olejarnia Warszawska „J. Kirchmayer & J. Marczewski”, która prowadziła sprzedaż materiałów budowlanych, nasion, zbóż i nawozów sztucznych.
Podczas powstania warszawskiego w dniu 1 września 1944 teren ten został zdobyty przez powstańców ze zgrupowania „Żubr”, którzy znaleźli w magazynach ok. 40 ton oleju rzepakowego, który rozdali mieszkańcom. Zabudowania stały się wówczas Redutą Olejarnia, która broniła się do 14 września.
Po 1945 rozebrano ruiny willi i budynków jej towarzyszących i stworzono niewielki park, który do lat 80. XX wieku pozostawał zaniedbany. Obecną nazwę nadano w 2010, upamiętnia ona jednego z właścicieli tego terenu. W 2012, w 60. rocznicę śmierci oraz 120. urodzin, sprowadzono do Polski prochy Stefana Norblina i Leny Żelichowskiej; w parku odsłonięto wówczas głaz z tablicą upamiętniającą ich związek z tym miejscem.